# Tušratta
Tušratta je bio kralj Mitanija na kraju vladavine egipatskog faraona Amenofisa III. i kroz vladavinu Eknatona - otprilike na kraju 14. stoljeća pr. Kr. Bio je sin Šuttarne II, a kći Tadukhipa se udala za egipatskog faraona Amenofisa III., a zatim za Akhenatena koji je preuzeo očev kraljevski harem. 
Smješten je na prijestolje nakon ubojstva brata Artashumare. U to doba je bio mlad i vjerojatno predodređen da bude tek simbolička figura. Međutim, uspio je poraziti bratove ubojice.
Tushratta je bio neprijatelj Hetita i njihovog kralja Suppiluliume I., koji je u svojim arhivama detaljno dokumentirao vojne pohode poduzete protiv države Mitani. U prvom je opljačkao okolinu mitanskog glavnog grada Wašukanni, a u drugom osvojio veliki dio države Mitani. Na kraju je uspio osvojiti Karkemiš, nakon čega je Tusratta ubijen od strane svojih sinova.